# Waterloo (železniční stanice)
Waterloo je komplex ústřední železniční stanice spolu se stanicí metra v centrálním Londýně, poblíž Jižního nábřeží (South Bank) řeky Temže.